# 卑尼咸
卑尼咸（英語：Payneham）是南澳州諾活卑尼咸及聖彼得市一個地域行政分區，位於阿德萊德東北地區。當地居民大多數為意大利裔、法裔澳州人，大部份都是在第二次世界大戰後移居至此。卑尼咸北邊為卑尼咸道，砵屈殊道穿過區內中央。

## 歷史
卑尼咸最初期名為卑尼蘭（英語：Payneland），是命名自顯理街一間酒吧負責人撒姆爾·卑尼（Samuel Payne）。1839年10月，卑尼將其地測量再出售。1853年，卑尼咸村共有20棟小屋並設有園藝公園。
1840年10月，第一間循道衛理教會於卑尼咸設立；而禮拜堂於1851年於亨利街（Henry Street）落成。1858年，再其旁邊興建了一座更大的教堂。
1850年7月18日，卑尼咸郵政局啓用；1968年更名為馬敦郵政局（Marden Post Office）。

## 外部連結
34°53′56″S 138°38′31″E / 34.899°S 138.642°E